# Татарино (Воронежская область)
Татарино — село в Каменском районе Воронежской области России.
Административный центр Татаринского сельского поселения

## География

### Улицы
- ул. Барнаул,
- ул. Городская,
- ул. Гулидовка,
- ул. Клешня,
- ул. Ключик,
- ул. Лесная,
- ул. Нижняя Сотня,
- ул. Поляна,
- ул. Пятилетка,
- ул. Центральная.

## История
В 17 веке на месте нашего села стояла густая роща. В те неспокойные времена на эти края часто нападали отряды татар, которые в случае опасности укрывались в ней. Острогожские казаки, оборонявшие южные границы Московского государства, называли эту рощу Татарин Липяг. Когда же возникло наше село, ему дали название – Татарино.
В книге В.А. Прохорова «Надпись на карте», посвященной географическим названиям Центрального Черноземья, говорится, что село Татарино Каменского района Воронежской области основано в 1711 году крестьянами, переведёнными в эти места из села Белогорье.
23 февраля 1918 года в селе Татарино был организован первый сельский Совет. В 1929 году в селе началась коллективизация, и 10 апреля 1930 года в селе был организован первый колхоз. Но скоро стало понятно, что большим хозяйством управлять трудно, поэтому на территории села образовалось шесть колхозов: «Красный партизан», «Имени Куйбышева», «Пятилетка в четыре года», «Имени Будённого», «Новый строй», «Стучи - Машина».
В годы становления советской власти и далее в селе активно действовала партийная ячейка, с 1923 г - комсомольская организация. Основным направлением их деятельности была борьба за культуру и ликвидация безграмотности на селе. В 1937 году в селе открылись первый фельдшерско-акушерский пункт и изба-читальня, с 1939 года функционирует отделение почтовой связи. Постепенно жизнь в колхозах стала налаживаться.
В июле 1942 года Татарино было оккупировано немецко-фашистскими захватчиками, а в январе 1943 года в результате проведения Острогожско-Россошанской наступательной операции, село было освобождено частями 106 танковой бригады, входившей в состав третьей танковой армии. Началось восстановление разрушенного войной хозяйства.
В 1950 году все хозяйства села объединились в колхоз имени Куйбышева. Постепенно возобновилась работа школы, которая была открыта ещё в 1898 году. В 1950 году был построен клуб на 150 мест, в 1959 году - новое здание школы. Значительное место в культурной жизни села занимает фольклорно-этнографический ансамбль «Калинушка», организованный в 1952 году.
В 1975 году в селе был открыт новый Дом Культуры на 400 мест.
В 1979 году в Татарино появилась дорога с твёрдым покрытием.
В 1986 году открылся современный детский сад.
В 1999 году - в село пришёл природный газ.
В настоящее время в селе проживает немногим более 1100 человек.